# Salix rijosa
Salix rijosa är en videväxtart som beskrevs av Rivas-martínez, T.E. Díaz Gonzalez, J.A.F. Prieto, J. Loidi och A. Penas. Salix rijosa ingår i släktet viden, och familjen videväxter. Inga underarter finns listade i Catalogue of Life.